# 자비의 원칙
자비의 원칙(principle of charity), 선의의 해석 원칙은 철학과 수사학에서 화자의 진술을 가능한 한 가장 합리적인 방식으로 해석하고, 어떠한 주장의 경우든 그 주장의 가장 최선이자 가장 강력한 해석을 고려해야 한다는 원칙이다. 가장 좁은 의미에서 이 방법론적 원칙의 목표는 타인의 진술에 대해 일관되고 합리적인 해석이 가능한 경우, 그 진술에 비합리성, 논리적 오류 또는 허위를 귀속시키는 것을 피하는 것이다. 사이먼 블랙번에 따르면, "이 원칙은 해석자가 주체의 진술에서 진실성이나 합리성을 극대화하도록 제약한다."

## 적용
닐 L. 윌슨은 1958-59년에 이 원칙에 이름을 붙였다. 그의 견해에 따르면, 이 원칙의 주요 적용 영역은 고유 명사의 지시체(referent)를 결정하는 것이다.

어떤 사람이 특정 이름에 부여하는 의미를 어떻게 알아내야 할까? (…) "카이사르"라는 이름을 포함하는 다음 다섯 가지 주장을 (내가 "찰스"라고 부르는) 어떤 사람이 한다고 가정해 보자. (…)
(1) 카이사르는 갈리아를 정복했다. (Gc) 

(2) 카이사르는 루비콘 강을 건넜다. (Rc) 

(3) 카이사르는 3월의 이데스에 살해당했다. (Mc) 

(4) 카이사르는 절대 탈격 사용에 중독되어 있었다. (Ac)

(5) 카이사르는 보아디케아와 결혼했다. (Bc)
(…) 그래서 우리는 자비의 원칙이라고 불릴 수 있는 원칙에 따라 행동한다. 우리는 찰스의 진술 중 가장 많은 수를 참으로 만드는 개체를 지시체로 선택한다. (…) 우리는 지시체가 "카이사르"라는 단어를 포함하는 주장된 행렬을 다른 어떤 개체보다 더 많이 만족시키는 개체라고 말할 수 있다.

윌러드 밴 오먼 콰인과 도널드 데이비드슨은 자비의 원칙에 대한 다른 정식화를 제공한다. 데이비드슨은 때때로 이를 합리적 수용의 원칙(principle of rational accommodation)이라고 언급했다. 데이비드슨에 의하면, 이 원칙은 우리가 동의를 최적화하는 방식으로 해석할 때 타인의 말과 생각에 대한 최대의 의미를 부여한다. 이 원칙은 화자의 발언의 의미가 불확실할 때 그 의미를 파악하는 데 사용될 수 있다. 특히 콰인의 원칙 사용은 이 후자의 넓은 영역을 부여한다.

## 같이 보기
- 협동 원리
- 핸런의 면도날
- 사전예방원칙
- 인간성의 원칙